# Parròquia de Saka
La Parròquia de Saka (en letó: Sakas pagasts) és una unitat administrativa del municipi de Pāvilosta, al sud de Letònia. Abans de la reforma territorial administrativa de l'any 2009 pertanyia al raion de Liepaja.

## Pobles, viles i assentaments
- Mežvidi
- Orgsaļiena
- Pievikas (Rīva)
- Saka
- Saliena
- Strante
- Ulmale
- Upsēde

## Rius i afluents

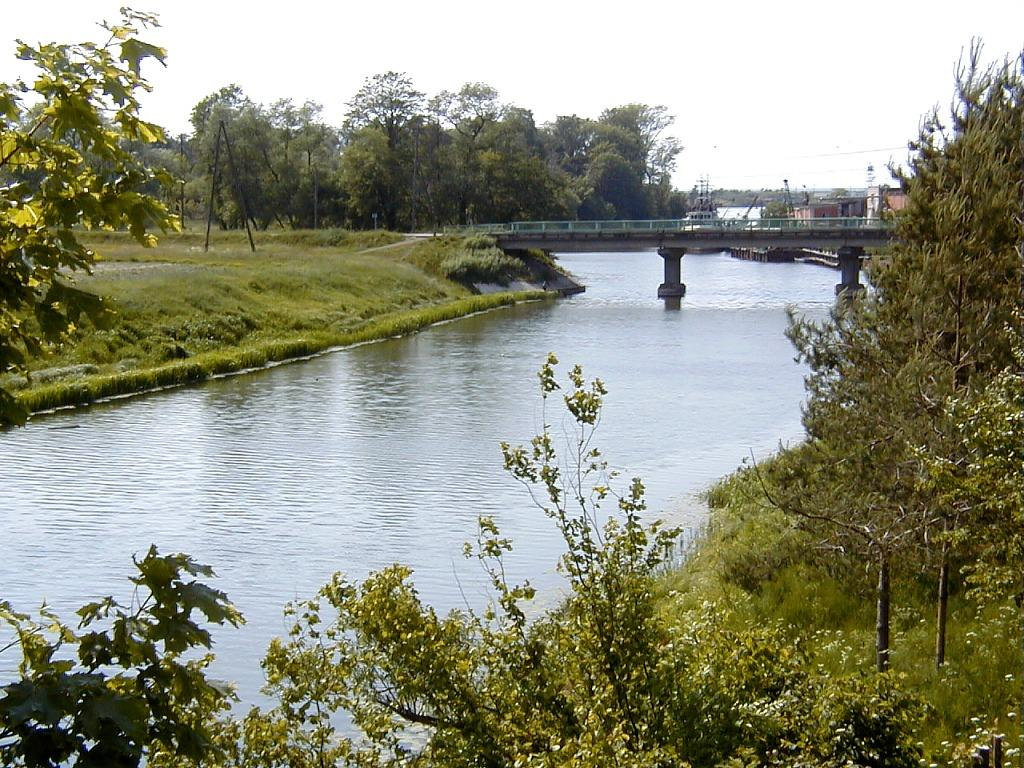
Riu Saka

- Ēnava
- Rīva
- Saka
- Mindes strauts
- Tebra
- Orga
- Šteigutu valks
- Jēkabvalks
- Sarkanvalks
- Durbe
- Kārpa
- Mazā Kārpa
- Andreviču valks
- Atupe
- Gārde
- Iļģenu valks
- Rudupe